# 乔洛内尔甘杰
乔洛内尔甘杰（Colonelganj），是印度北方邦Gonda县的一个城镇。总人口24163（2001年）。

## 人口
该地2001年总人口24163人，其中男性12759人，女性11404人；0—6岁人口4173人，其中男2118人，女2055人；识字率47.67%，其中男性为52.71%，女性为42.04%。